# 山口尚芳
山口 尚芳（やまぐち ますか / なおよし / ひさよし、天保10年5月11日（1839年6月21日） - 明治27年（1894年）6月12日）は、日本の士族（佐賀藩士）、官僚、政治家。父は山口尚澄。通称は範蔵（はんぞう）、範造、範三、繁蔵。

## 名称
「尚芳」の読みは「なおよし」とされることが一般だった。しかし、当時の官僚たちの履歴資料が『勅奏任官履歴原書』（国立公文書館所属）として1995年に刊行され、そこに載っていた読みが「ますか」であった。同資料は掲載された人々自身の閲読を経ていることから信頼性は高く、「ますか」の読みが併記されることが増えている。

## 生涯

### 旧幕時代
幼少のころから佐賀藩武雄領主・鍋島茂義に将来性を見込まれ、佐賀藩主・鍋島直正（閑叟）の命令により、他の藩士子弟らとともに長崎に遊学し、オランダ語や英語を学んだ。1865年（元治2年）には何礼之の私塾で英学を学ぶ。また、同藩の大隈重信・副島種臣らと共に、グイド・フルベッキに長崎英語伝習所で英語を学び、同藩の英学塾「致遠館」でも英語や聖書を学んだ。帰藩後は、翻訳方兼練兵掛として勤務する。幕末の政治状況の中で、薩摩藩や長州藩の武士と交流し、薩長連合にも尽力したという。また岩倉具視ら公家にも接近し、王政復古後は東征軍に従軍。江戸開城に伴い薩摩藩の小松帯刀らとともに江戸へ赴いた。

### 維新政府への出仕と遣欧使節副使

岩倉使節団のサンフランシスコでの写真。左から木戸孝允、山口尚芳、岩倉具視、伊藤博文、大久保利通。

新政府においては、明治元年（1868年）3月に外国事務局御用掛、4月に外国官、5月に大阪府判事試補、9月に越後府判事続いて東京府判事兼外国掛、11月には外国官判事になるとともに箱館府在勤を命ぜられ、従五位下に叙せられる。12月末には、長崎五島で起きたキリスト教徒取り調べの際の拷問に関する審議の調査のため、長崎へ派遣される。山口は調査を終え明治2年3月に帰京するが、これに関連して五島及び富江の合藩問題の仲裁に長崎府が対応し、井上馨も五島へ出張した。また山口はこの長崎派遣の際に、明治2年（1869年）1月、長崎に居たフルベッキに対して東京に新たに大学を作るため招聘する旨伝え、フルベッキはこれを受諾する。
明治2年（1869年）4月に外国官判事兼東京府判事となり通商司総括を命じられる。5月、会計官判事を命ぜられ、6月には会計官判事をもって大阪府在勤を命ぜられる。7月、大蔵大輔と民部大輔を兼務した同郷の大隈重信を補佐して、大蔵大丞兼民部大丞となる。
明治3年（1870年）5月、北海道開拓御用掛を命ぜられ、明治4年（1871年）8月には外務少輔に転じた。同年10月、従四位に叙された上で、米欧の視察および条約改正の下準備として岩倉を全権大使とした岩倉遣欧使節が派遣されるにおよび団員となり、大久保利通・木戸孝允・伊藤博文とならぶ副使に任命されて、明治6年（1873年）9月まで、各国を歴訪した。その際、子息・俊太郎を帯同し、彼を英国に留学させたまま帰国する。

### 帰朝後
帰国後に起きた征韓論争においては、大久保・木戸らとともに遣韓使節反対の立場を取る。このため、明治7年（1874年）2月に征韓論を唱えた江藤新平らが起こした佐賀の乱においては、政府軍の側に立って鎮圧に尽力した。まず、故郷・武雄の元領主鍋島茂昌（しげはる）やその家臣であった士族を説諭し、反乱への呼応を抑止した。また、自らは、2月12日、長崎に入り、海軍警備兵を率いて大村、武雄を経て3月1日に佐賀に入城、乱の鎮圧に当たった。なお、佐賀の乱の際、武雄は反乱軍の脅迫に屈し64名の兵士をやむなく乱に派遣していたため問題となったが、尚芳は、鍋島茂昌が新政府軍に提出する予定の謝罪文を添削するなど武雄の罪を免ずるために努力している。
明治8年（1875年）4月、元老院議官。明治13年（1880年）には元老院幹事となり、会社並組合条例審査総裁となる。明治14年（1881年）5月、前年に設置された会計検査院の初代院長に就任し、7月に勲二等に叙せられる。しかしながら、大隈重信が新政府から追放された明治十四年の政変の影響で、同年10月に会計検査院長の職を辞し、参事院（内閣法制局の前身）の議官となり外務部長兼軍事部長に任ぜられる。明治15年（1882年）から明治16年（1883年）にかけては、戒厳令、清韓両国在留ノ御国人取締規則、徴兵令改正案が元老院審議に付されるに当たり内閣委員に命ぜられる。明治18年（1885年）10月、正四位に叙され、12月、参事院が廃された後は再び元老院議官となる。明治19年（1886年）10月、従三位に叙され、明治20年（1887年）2月、高等法院陪席裁判官となる。明治23年（1890年）9月29日、貴族院議員に勅選され、同年10月20日、元老院が廃止され議官を非職となり錦鶏間祗候を仰せ付けられた。
明治27年（1894年）5月、重病に当たり正三位に叙せられ、6月12日、死去。享年56（満54歳没）。勲一等瑞宝章を受章。墓所は青山霊園。
なお、山口尚芳の屋敷跡は武雄市の花島にあり、現在は公民館の敷地となっている。また、公民館の横には、昭和5年（1930年）に地元の有志により建設された記念碑が立っている。

## 栄典
- 1885年（明治18年）10月1日 - 正四位[10]
- 1886年（明治19年）10月20日 - 従三位[11]
- 1894年（明治27年）5月21日 - 正三位[12]